# Switch E1
Switch E1 — электробус, выпускаемый с 2022 года компанией Switch Mobility. Пришёл на смену автобусам с ДВС Optare Tempo SR и Optare Versa.

## Описание
Switch E1 впервые был представлен 7 июня 2022 года на выставке European Mobility Week в Париже. Общая пассажировместимость электробуса составляет до 93 пассажиров, из которых 63 стоячих.
Каждое сидение оборудовано лампами для чтения, USB-портами для зарядки телефона и подсветкой внизу. В салоне установлены широкоэкранные мониторы, отображающие следующие остановки и другую информацию. Доступ для инвалидных колясок возможен как через переднюю, так и через среднюю дверь. Отсеки для инвалидных колясок устанавливаются напротив каждой двери.
На этапе разработки автобус назывался Project Odin. На момент запуска производства автобус был адаптирован для эксплуатации в Континентальной Европе. Сборка модели организована в Йоркшире.

## Технические характеристики
Запас хода автобуса при полной зарядке составляет около 390 км. Зарядка постоянным током происходит за 3 часа.